# 2018年平昌オリンピックのチェコ選手団
2018年平昌オリンピックのチェコ選手団（2018ねんピョンチャンオリンピックのチェコせんしゅだん）は、2018年2月9日から23日まで大韓民国江原道平昌で開催された2018年平昌オリンピックのチェコ選手団、およびその競技結果。

## メダル
| メダル | 選手名                         | 競技             | 種目                   |
| ------ | ------------------------------ | ---------------- | ---------------------- |
| 金     | エステル・レデツカ             | アルペンスキー   | 女子スーパー大回転     |
| 金     | エステル・レデツカ             | スノーボード     | 女子パラレル大回転     |
| 銀     | ミハル・クルチュマーシュ       | バイアスロン     | 男子10kmスプリント     |
| 銀     | マルティナ・サーブリーコヴァー | スピードスケート | 女子5000m              |
| 銅     | ベロニカ・ビトコバー           | バイアスロン     | 女子7.5kmスプリント    |
| 銅     | エバ・サムコバ                 | スノーボード     | 女子スノーボードクロス |
| 銅     | カロリーナ・エルバノヴァー     | スピードスケート | 女子500m               |

## スケート

### フィギュアスケート
- 男子シングル - 1名

## アイスホッケー
- 男子